# 岩本モータース
岩本モータース有限会社は、東京都新宿区で新車・中古車を輸入販売、旧車両を再生レストアする企業である。

## 概要
1927年 初代岩本虎之助が、自動車解体業『岩本商店』を創業する。1934年には東京自動車解体商業協同組合に、市場開設届を提出する。
1939年 第2次世界大戦が開戦。1945年3月の東京大空襲で、新宿も焦土と化す。9月に焼け跡の土地を買い取り、バラック工場を再建する。10月に新聞広告で「焼け車体、廃車体引き取ります」と掲載した。
1946年 マッカーサー元帥の命令により、廃車体の片付け命令が出る。そこで虎之助はバス会社より廃車体100台を破格の1万円で買い受ける。
当時自動車の大型車軸は、後輪のみでも8千円程で地方農協などに引き取られ、馬車の荷車用車軸として引く手あまたであった。
1947年 東京都が東京23区へ改変の頃、現在本社のある東京都新宿区の地にて新工場を開設した。1948年に部品交換市場を再開する。社員は息子たちを合わせ18人に増える。
1953年 初代、岩本虎之助他界。享年60歳。家には一銭も残さなかったが、多くの人々が故虎之助を惜しみ借金を返済しに駆け付けた為、事業は急場をしのげた。同年、虎之助の遺志を継ぎ息子達が、廃バイク三台を合わせ再生し一台にして販売する会社を起業する。
1955年 兄弟が軒を並べて、それぞれが長男は自動車整備業、次男は板金業を起業、三男岩本昭男は、中古オートバイ再生販売会社を設立した。1961年に屋号を『岩本モータース』に変更し、軽自動3輪・4輪の中古車販売店に事業変更する。
1964年 東京オリンピック開催の年、後の後継者次男「雄次」誕生。高度成長の波に乗り府中浅間町営業所を開設し、各種中古自動車取り扱いを開始する。
1970年 府中若松町に、大型展示場をオープンする。
1971年 会社を有限会社として登記し、『岩本モータース有限会社』となる。1972年大型乗用車専門店として、西府中営業所を開設したが、オイルショックの影響により、1976年には西府中営業所を閉鎖する。
1980年 二代目岩本昭男が、東京都中古自動車販売商工組合の会長に就任した。
1983年 オークネットの設立とオートオークション事業に尽力し、『初代マスターズ会』会長に就任する。同年11月、新宿本社をマンションに立て替え、本社を府中営業所に統合した。
1989年 岩本昭男に呼び戻され、岩本モータース有限会社に、後の三代目岩本雄次が入社。半年間をかけて社内改革を断行し、4輪駆動車専門店へと移行する。1990年4輪駆動車ブームの勢いに乗り、売上と販売台数が急成長する。
1991年 岩本雄次が専務取締役に就任する。
1993年 岩本照男が代表取締役会長に就任する。また岩本雄次が代表取締役社長に就任し、三代目となる。1994年修理パーツ販売部門『フォージャンキー』を設立し、分社化する。
2000年 7月、二代目岩本昭男他界。享年73歳。
2003年 別会社『フォージャンキー』の経営を統合する。2004年ディーゼル車のNOX規制（自動車排出ガス規制）の影響が大きく、社員に退職金と顧客台帳を譲渡し独立させる。同年7月に事業発祥の地、新宿に拠点を移した。
2005年 三菱ジープ専門店として日本一の確立し、2月に海外展開の一環としてロシアへ渡り、UAZ社との独占輸入契約を締結。日本未輸入車の輸入販売事業を開始する。同年7月UAZの独占輸入の第一陣、8台が横浜港に陸揚げし本格的な販売が始まる。
2006年 6月、レストア再生事業の強化の為、タイ王国を訪問。協力工場と業務締結する。12月タイ王国の三輪タクシーTUKTUK（トゥクトゥク）製造メーカーモニカ社との、独占輸入販売契約を締結しTUKTUKの販売を開始する。2008年町田市下小山田に、レストア用自社工房を開設する。
2009年 モニカ社がリーマンショックの影響で倒産し、TUKTUKの取扱が中止となる。
2010年 中国吉利汽車（ジーリー社）と、ロンドンタクシーの輸入契約を締結する。2011年3月東日本大震災により、新車発売リリースを延期。被災地に出向き、復興支援をおこなう。2011年11月ロンドンタクシーTX4を発売開始する。
2012年 経営の幅を広げる為、岩本雄次が日本工業大学 社会人大学院 MOT8期に入学する。同年6月、某省庁の競争入札で落札しロンドンタクシーを納入する。また、ウエディングカー用のレストア受注を始める。同年8月に明治神宮・明治記念館に、ウエディング用『リムジン特別仕様車』を納入する。
2013年 1月、ロンドンタクシー リムジン特別仕様車、ビジネスラインをプレス発表をし、追加発売をする。同年3月、ロンドンタクシー リムジン仕様車『クラシック プチリムジン』の発表展示会を開催する。